# Петросян, Армен Карленович
Арме́н Карле́нович Петрося́н (арм. Արմեն Կառլենի Պետրոսյան; род. 3 ноября 1990) — российский и армянский боец смешанных единоборств, представитель полутяжёлой весовой категории. Выступает на профессиональном уровне с 2018 года, известен по участию в турнирах Fight Nights Global. Бывший чемпион AMC Fight Nights Global (AMC FNG) в полутяжёлом весе. Бывший боец  UFC.

## Биография
Родился 3 ноября 1990 или 1991 года. С детства занимался карате. В 17 получил чёрный пояс по сётокан у Кавасоэ Масао.
Представляет Армению и Россию.
Карьеру профессионального бойца в смешанных единоборствах начал в 2018 году. Дебютировал на турнире «WCSA Combat Ring — Steel Heart 9», выиграв у своего противника нокаутом.
Выступал на турнирах Fight Nights Global и WCSA Combat Ring — Steel Heart. Представляет команду «Haysport». Побеждал таких титулованных бойцов, как: Дмитрий Минаков, Артур Алискеров.
28 августа 2020 года стал чемпионом Fight Nights Global (FNG), нокаутировав российского бойца Артура Алискерова.
Провёл первую защиту титула: 22 января 2021 года он одержал победу нокаутом над Дмитрием Минаковым на FNG — «AMC Fight Nights Global: Steel Heart 11».
19 июня 2021 года потерял чемпионский пояс, в первом раунде уступив бойцу из Ирана Хасану Юсефи на турнире AMC Fight Nights 102 в Красноярске.

## Достижения и титулы
- AMC FNG
  -  Чемпион в полутяжёлом весе (один раз).

### Любительская карьера
- Чемпионат мира по тайскому боксу (Бангкок, Таиланд 2015) — ;
- Кубок России по тайскому боксу (Сосновоборск 2017) — ;
- Чемпионат России по тайскому боксу (Казань 2017) — ;
- Чемпионат Мира по тайскому боксу (Йёнчёпинг, Швеция 2016) — ;
- Чемпионат России по тайскому боксу (Магнитогорск 2015) — ;
- Чемпионат России по тайскому боксу (Севастополь 2014) — ;
- Чемпионат России по тайскому боксу (Москва 2016) — [1]

## Статистика в профессиональном ММА
| Боёв 14  | Побед 9 | Поражений 5 |
| -------- | ------- | ----------- |
| Нокаутом | 6       | 2           |
| Сдачей   | 0       | 2           |
| Решением | 3       | 1           |

| Результат | Рекорд | Соперник                 | Способ                                     | Турнир                                                    | Дата            | Раунд | Время | Место                  | Примечание                                                  |
| --------- | ------ | ------------------------ | ------------------------------------------ | --------------------------------------------------------- | --------------- | ----- | ----- | ---------------------- | ----------------------------------------------------------- |
| Поражение | 9-5    | Брунно Феррейра          | Сдача (армбар)                             | UFC 313                                                   | 8 марта 2025    | 2     | 4:27  | Лас-Вегас, Невада, США |                                                             |
| Поражение | 9-4    | Шара Буллет              | Нокаут (удар рукой с разворота)            | UFC 308                                                   | 26 октября 2024 | 2     | 4:52  | Абу-Даби, ОАЭ          |                                                             |
| Поражение | 9-3    | Рудольфу Виейра          | Сдача (ручной треугольник)                 | UFC Fight Night: Херманссон vs. Пайфер                    | 10 февраля 2024 | 1     | 4:48  | Лас-Вегас, Невада, США |                                                             |
| Победа    | 9-2    | Кристиан Лерой Данкан    | Единогласное решение                       | UFC on ESPN: Веттори vs. Каннонир                         | 17 июня 2023    | 3     | 5:00  | Лас-Вегас, Невада, США |                                                             |
| Победа    | 8-2    | Эй Джей Добсон           | Единогласное решение                       | UFC 280                                                   | 22 октября 2022 | 3     | 5:00  | Абу-Даби, ОАЭ          |                                                             |
| Поражение | 7-2    | Кайо Барральо            | Единогласное решение                       | UFC on ESPN: Дус Анжус vs. Физиев                         | 9 июля 2022     | 3     | 5:00  | Лас-Вегас, США         |                                                             |
| Победа    | 7-1    | Грегори Родригес         | Решением (раздельным)                      | UFC Fight Night 202: Махачев — Грин                       | 26 февраля 2022 | 3     | 5:00  | Лас-Вегас, США         | Дебют в UFC                                                 |
| Победа    | 6-1    | Калоян Колев             | Нокаутом (удар ногой в голову и добивание) | Dana White’s Contender Series 2021: Неделя 8              | 19 октября 2021 | 1     | 4:27  | Лас-Вегас, США         |                                                             |
| Победа    | 5-1    | Александр Земляков       | Техническим нокаутом ()                    | Colosseum MMA — Battle of Champions 22                    | 25 июля 2021    | 1     | 0:15  | Москва, Россия         |                                                             |
| Поражение | 4-1    | Хасан Юсефи              | Техническим нокаутом (добивание)           | AMC Fight Nights 102: Петросян — Юсефи                    | 18 июня 2021    | 1     | 1:02  | Красноярск, Россия     | Потерял титул Fight Nights Global (FNG) в полутяжёлом весе  |
| Победа    | 4-0    | Дмитрий Минаков          | Нокаут (удар ногой в корпус)               | FNG — Fight Nights Global: Steel Heart 11                 | 22 января 2021  | 2     | 3:09  | Магнитогорск, Россия   | Защитил титул Fight Nights Global (FNG) в полутяжёлом весе  |
| Победа    | 3-0    | Артур Алискеров          | Нокаут                                     | FNG — MMA Festival: 75th Anniversary of the Great Victory | 28 августа 2020 | 3     | 3:32  | Ростов-на-Дону, Россия | Завоевал титул Fight Nights Global (FNG) в полутяжёлом весе |
| Победа    | 2-0    | Султан Гизатулин         | Технический нокаут                         | WCSA Combat Ring 29 — Steel Heart 10                      | 26 апреля 2019  | 3     | 2:07  | Магнитогорск, Россия   |                                                             |
| Победа    | 1-0    | Махмадшариф Мирзоходжаев | Технический нокаут                         | WCSA Combat Ring — Steel Heart 9                          | 12 октября 2018 | 1     | 2:28  | Магнитогорск, Россия   |                                                             |